# Норден, Александр Петрович
Александр Петрович Норден (24 июля 1904, Саратов, Российская империя — 13 февраля 1993, Казань, Россия) — советский геометр.

## Биография
Норден родился 24 июля 1904 года в городе Саратове, в семье юриста Петра Августовича Нордена (1867—1921). В 1926 году он поступил на математическое отделение Московского университета. В 1932 году защитил кандидатскую, а через 5 лет — докторскую диссертацию «О внутренних геометриях поверхностей проективного пространства».
Преподавал в МГУ и других московских вузах (с 1937 года — профессор). В 1941—1945 годах заведовал кафедрой математики Новосибирского института военных инженеров железнодорожного транспорта, а с сентября 1945 года стал заведовать кафедрой геометрии Казанского университета и занимал эту должность в течение 35 лет.

## Научная и организационная деятельность
В докторской диссертации «О внутренних геометриях поверхностей проективного пространства» заложил основы метода нормализации, получившего широкое распространение среди геометров и позволившего объединить в стройную теорию многие известные факты и получить значительное число новых результатов.
В 50-е годы А. П. Норден изучает биаксиальные и бипланарные пространства, обладающие структурами бинарных алгебр, а также различные их обобщения, в частности, приводящие к кэлеровым пространствам.
Много сделал для развития и популяризации идей Н. И. Лобачевского.
Являлся
членом редколлегии по изданию его полного собрания сочинений.
С 1950 г. возглавлял работу Казанского физико-математического общества.
В 1957 г. стал ответственным редактором только что созданного всесоюзного журнала «Известия Вузов. Математика» и оставался на этом посту 20 лет.
Подготовил около 40 кандидатов наук, 6 из которых стали докторами наук.

## Награды и звания
- орден Трудового Красного Знамени
- орден «Знак Почёта»
- Заслуженный деятель науки РСФСР (1964)

## Труды
- Дифференциальная геометрия, М. 1948,
- Пространства аффинной связности, М.-Л.: ГИТТЛ, 1950,
- Элементарное введение в геометрию Лобачевского , М.: ГИТТЛ, 1953,
- Теория поверхностей, М.: ГИТТЛ, 1956.